# Hlobynský rajón
Hlobynský rajón (ukrajinsky Глобинський район) byl rajón v Poltavské oblasti na Ukrajině. Hlavním městem bylo Hlobyne a rajón měl přibližně 44 tisíc obyvatel. 

## Sídla v rajónu
- Hlobyne
- Hradyzk